# Postcrania
De Postcrania (het postcranium, bijvoeglijk naamwoord: postcraniaal) in de zoölogie en paleontologie van gewervelde dieren zijn het geheel of een deel van het skelet, afgezien van de schedel. Vaak bestaan fossiele resten, bijvoorbeeld van dinosauriërs of andere uitgestorven tetrapoden, uit gedeeltelijke of geïsoleerde skeletelementen, die de postcrania worden genoemd.
Er is soms onenigheid over de vraag of de schedel en het skelet tot dezelfde of verschillende dieren behoren. Een voorbeeld is het geval van een schedel van de sauropode Nemegtosaurus uit het Krijt, gevonden in associatie met het postcraniale skelet van Opisthocoelicaudia.
In paleoantropologische studies wordt aangenomen dat de reconstructie van de relatie tussen verschillende soorten/resten beter wordt ondersteund door craniale dan door postcraniale kenmerken. Deze veronderstelling is echter grotendeels niet getest.